# Arhitekt
Arhitekt je oseba, ki deluje na področju arhitekture in je usposobljen in ima dovoljenje za načrtovanje, projektiranje in nadzor nad gradnjo objektov. Praktične, tehnične in akademske zahteve arhitekte razlikujejo glede pristojnosti.
Arhitekt in arhitektura se uporabljajo tudi v disciplinah krajinske arhitekture, vojaške arhitekture in pogosto informacijske tehnologije (npr. omrežja, arhitekt programske opreme). 

## Etimologija
Izraz kot tak izhaja iz latinske besede architectus, ki izhaja iz grške besede arkhitekton (ἀρχιτέκτων; arkhi - šef + tekton - graditelj), ki pomeni »glavni graditelj«. 

## Zgodovina
V antični dobi je bil poklic vseobsegajoč, saj je imel arhitekt (oziroma več arhitektov) skrb za idejno in izvedbeno plat in zato popoln nadzor nad vsemi vidiki gradnje (od ideje do nabave kamnov). Odvisno od zgodovinskega obdobja so bili arhitekti iz različnih razredov in poklicev: v rimskem cesarstvu so bili večinoma vojaški inženirji (prim. Vitruvij), v zgodnjem srednjem veku pogosto kleriki, v poznem srednjem veku od obrtniki, renesančni umetniki, kiparji ali znanstveniki.
Šele v 19. stoletju, v luči gospodarskih in tehnoloških sprememb zaradi industrializacije, se je poklic arhitekta začel pojavljati kot ločena akademska disciplina. Napredek v gradbeniški tehnologiji in novi gradbeni projekti (stanovanja, šole, tovarne) je zahteval specializacijo. Nastale so šole arhitekture in akademije. V šolah so se običajno usposabljali mojstri arhitekti  specializirani za izvajanje gradbenih podjetij, bolj usposobljeni so bili akademski arhitekti, specializirani za načrtovanju zgradb.
Arhitekt se ukvarja predvsem z zasnovo gradbenega dela visokogradenj, gradbeni inženirji pa zagotavljajo vse storitve za projekte nizkogradenj in inženirskih objektov, saj je to danes postalo zaradi naraščajoče zapletenosti gradnje, uvedbe in razvoja gradbene statike, seizmike in podobnih detajlov za arhitekte prezahtevno področje. Tako so se v 20. stoletju bolj uveljavile discipline: urbanizem, krajinska arhitektura, notranje oblikovanje, ekološka gradnja ali obnova starih stavb, itd.

## Delovna področja
Tipična delovna področja arhitektov, ki pa se v posameznih državah lahko razlikujejo, so:
- Med celotnim procesom gradnje:
  - Projektni management
  - Usklajevanje udeležencev načrtovanja, organov in izvajalcev
  - Zagovornik med sodelujočimi pri načrtovanju, organi in izvajalci

- V fazi načrtovanja:
  - Osnovno preverjanje, načrtovanje
  - Idejna zasnova zgradb in struktur, predvsem visokih gradenj
  - Projekt za pridobitev dovoljenja za gradnjo
  - Projekt za izvedbo; usklajevanje med različnimi strokami in projektanti, statika, protipožarna zaščita, itd.
  - Javni razpis in stroški: priprava in sodelovanje pri oddaji gradbenih pogodb

- V fazi izgradnje:
  - Nadzor nad gradnjo: obvladovanje stroškov, terminski plan
  - Vodenje gradbenih projektov (tudi nadzor)

- Po zaključku del (predaja v uporabo):
  - Vzdrževanje in dokumentacija
  - Upravljanje

- Nadaljnja področja delovanja:
  - Naloge v javni upravi (organ za gradnjo in načrtovanje)
  - Raziskave / Izobraževanje: Arhitekturna teorija, gradbeništvo, ekonomika gradnje
  - Specialnosti (arhitekturno oblikovanje, modeliranje)
  - Energetsko svetovanje

Arhitekti lahko delajo v majhnih ali velikih arhitekturnih birojih. Glede na velikost in specializacijo biroja imajo lahko ločene oddelke in s tem tudi specialiste za posamezna področja kot so: laboratorijski tehniki, svetlobni oblikovalci, načrtovalci kuhinj, gradbeni inženirji in strokovnjaki za modeliranje, upodabljanje / vizualizacijo in odnose z javnostmi. Zaradi spreminjajočega se trga pa se vse več arhitektov ukvarja s komercialno dejavnostjo ali pa delujejo kot svetovalci. Notranji arhitekti, urbanisti in krajinski arhitekti običajno niso profesionalni planerji ampak je to strokovna disciplina arhitekture.
Glede na namen objekta se za posameznega arhitekta zahtevajo različne spretnosti. Arhitekt za projektiranje potrebuje konceptualne sposobnosti in poznavanje načina prezentacije (gradnje, varstva okolja, itd. ), pri vodenju gradnje so potrebne predvsem organizacijske sposobnosti in podrobno poznavanje postopka gradnje. Različne faze projekta so močno medsebojno povezane in soodvisne. Osnovno razumevanje celotnega procesa načrtovanja je zato ključnega pomena za specialista, pa tudi sodelovanje z inženirji in za večje projekte z inšpektorji, drugimi strokovnjaki in ustreznimi organi.